# Banastre Tarleton
Banastre Tarleton (21 de agosto de 1754-16 de enero de 1833) fue un oficial del Ejército Británico y político inglés, con una destacada participación en la Guerra de Independencia de los Estados Unidos. Al finalizar el conflicto, Tarleton fue elegido parlamentario por Liverpool y se convirtió en un prominente político whig.
Durante la guerra, se convirtió en el punto central de una campaña de propaganda que sostenía que había disparado a tropas del Ejército Continental que se habían rendido en la Batalla de Waxhaws. En una publicación de Robert D. Bass titulada The Green Dragoon: The Lives of Banastre Tarleton and Mary Robinson (1952) se le dio el sobrenombre de Bloody Ban y el Carnicero, apodos que se han mantenido en la cultura popular hasta estos días; sin embargo, fue aclamado por los lealistas y por los británicos como un líder destacado de la caballería ligera y fue elogiado por su habilidad táctica y determinación, incluso en inferioridad numérica. Su uniforme verde fue el estándar de la Legión Británica, una unidad provincial organizada en Nueva York en 1778.

## Primeros años
Banastre Tarleton fue el cuarto de siete hijos nacidos del tratante de esclavos y armador, John Tarleton de Liverpool (1719-1773), quien sirvió como alcalde de Liverpool en 1764 y mantuvo extensas relaciones comerciales con las colonias americanas de Gran Bretaña.
Tarleton fue educado en el Middle Temple de Londres y asistió al University College de la Universidad de Oxford donde estudió para ser abogado. En 1773, heredó £5.000 por la muerte de su padre. La mayor parte de su herencia se la gastó en apuestas y mujeres, en menos de un año. En 1775, compró un cargo como oficial de caballería (corneta) en el 1.º Regimiento de Dragones de la Guardia del Rey (1st Dragoon Guards), donde probó ser un jinete dotado y líder de tropas. Debido a su destacada habilidad, logró ascender hasta el rango de teniente coronel sin tener que comprar otro ascenso.

## Guerra de Independencia de los Estados Unidos
En diciembre de 1775, zarpó desde Cork como voluntario a América del Norte, donde había estallado recientemente una rebelión que llevó a la Guerra de Independencia de los Estados Unidos. Tarleton navegó junto con Charles Cornwallis, I marqués de Cornwallis, como parte de una expedición para capturar la ciudad sureña de Charleston. Después de que esta misión fracasara, se unió al Ejército Británico principal en Nueva York bajo el mando del William Howe. Su servicio durante 1776 le ganó su ascenso a brigadista mayor de caballería.
Bajo el mando del coronel William Harcourt, Tarleton formó parte de una expedición enviada a recoger información de inteligencia sobre los movimientos del general Charles Lee en Nueva Jersey. El 13 de diciembre de 1776, Tarleton rodeó una casa en Basking Ridge, Nueva Jersey, y forzó a Lee, aún en bata de baño, a rendirse bajo la amenaza de quemar el edificio. Lee fue llevado a Nueva York como prisionero y, posteriormente, fue intercambiado.

### Captura de Charleston
Tras convertirse en comandante de la Legión Británica, una fuerza mixta de caballería e infantería ligera también denominada Tarleton's Raiders, prosiguió a inicios de 1780 hacia Carolina del Sur, donde prestó valiosos servicios a sir Henry Clinton en las operaciones que cumplinaron en la captura de Charleston. Esta fue parte de la 'estrategia del sur', por la cual los británicos dirigieron la mayor parte de sus esfuerzos hacia ese teatro de operaciones con la esperanza de restaurar su autoridad sobre las colonias del sur donde creían que existía mayor apoyo a la Corona.

### Batalla de Waxhaws
El 29 de mayo de 1780, Tarleton, con una fuerza de 150 soldados montados, superó a un destacamento de 350-380 de continentales de Virginia liderados por Abraham Buford. Buford se negó a rendirse o incluso a detener su marcha. Solo después de varias bajas, Buford ordenó la rendición. Lo que sucedió después es causa de un caluroso debate.
Luego de la rendición del destacamento Continental, uno de los rebeldes ignoró la rendición y disparó su mosquete hacia Tarleton, matando a su caballo. Al ver el hecho, los soldados británicos desobedecieron la orden de retener a los prisioneros, y procedieron a matar a todos los Continentales que no estuviesen heridos.
Según los relatos estadounidenses, Tarleton ignoró la bandera blanca y masacró sin misericordia a los hombres de Buford. Al final, 113 estadounidenses fueron muertos y otros 203 fueron capturados, 150 de los cuales estaban tan malheridos que debieron ser abandonados en el camino. Las bajas de Tarleton sumaron 5 y 12 heridos. Los estadounidenses llamaron el episodio como la «masacre de Buford» o la «masacre de Waxhaw»; mientras que los británicos se refieren al mismo evento como la Batalla de Waxhaws.

### Batalla de Cowpens
Los patriotas, sin embargo, vengaron la derrota más tarde, cuando Nathanel Greene asumió el mando. Dividió las tropas en dos para que Cornwallis los persiguiese dividiendo las tropas también y así debilitándose a largo plazo. Cornwallis actuó según lo planeado y Tarleton, líder de una parte de esas tropas, tuvo la misión de perseguir a Daniel Morgan, líder de la segunda parte de las tropas de Greene, que el partió. Contrario a sus órdenes Daniel Morgan le presentó batalla en Cowpens el 17 de enero de 1781.  Sabiendo de su impetú de atacar, le tendió una corrrespondiente emboscada y le venció decisivamente.
Esa derrota contribuyó a la futura derrota y rendición de los ingleses en Yorktown el mismo año y con ello también a la victoria de los estadounidenses en la guerra, en la que él también fue hecho prisionero. Después de su rendición Tarleton fue excluido del trato caballeroso a los otros oficiales derrotados por parte de los norteamericanos por lo ocurrido en Waxhaws.

## Política
Volvió a Gran Bretaña en 1782, donde fue recibido como un héroe. Allí, en 1784, Tarleton se presentó para la elección como parlamentario por Liverpool, pero fue derrotado por un estrecho margen. En 1790, sucedió a Richard Pennant como parlamentario por Liverpool en el Parlamento de Gran Bretaña y, con excepción de un solo año, permaneció en la Cámara de los Comunes del Reino Unido hasta 1812. Apoyó a Charles James Fox, a pesar de sus visiones opuestas sobre el rol británico en la Guerra de Independencia de los Estados Unidos. Tarleton trató sobre asuntos militares y una variedad de temas.
Especialmente, destacó su apoyo al comercio de esclavos, con el cual el puerto de Liverpool estaba particularmente asociado. En realidad, Tarleton estaba trabajando para preservar el negocio de sus hermanos John, Clayton y Thomas y se hizo muy conocido por sus burlas hacia los abolicionistas. Generalmente, votó con la oposición, excepto cuando la Coalición Fort-North llegó al poder y apoyó el gobierno nominalmente encabezado por William Henry Cavendish-Bentinck. Se le otorgó el título de gobernador de Berwick y Lindisfarne.
En 1794, fue promovido a mayor general; en 1801, a teniente general; y en 1812 a general. Había esperado ser nombrado comandante de las fuerzas británicas en la Guerra de la Independencia Española, pero el cargo recayó en Arthur Wellesley. Tarleton mantuvo un mando militar en Irlanda y otro en Inglaterra. En 1815, fue nombrado Baronet y, en 1820, recibió el título de caballero gran cruz de la Orden del Baño (CGB).

## Vida personal

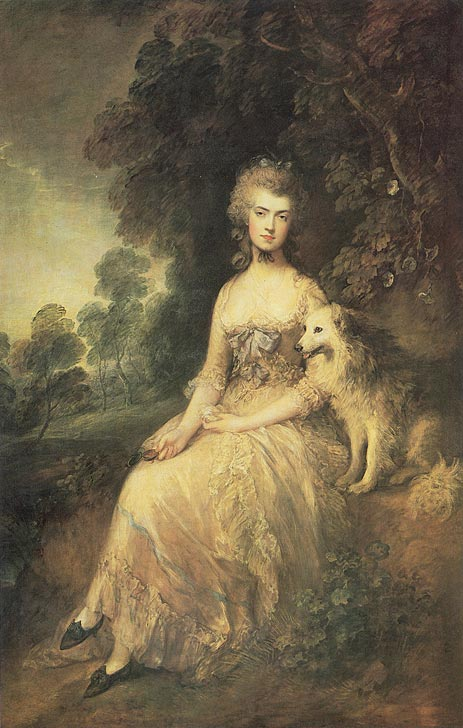
Retrato de Mary Robinson por Thomas Gainsborough, 1781.

Por quince años, Tarleton mantuvo una relación con la actriz Mary Robinson (Perdita), a quien inicialmente sedujo por una apuesta. Tarleton y Robinson no tuvieron hijos, aunque en 1783 Robinson tuvo un aborto natural. Tarleton se casó con Susan Bertile, la hija ilegítima del 4.º Duque de Ancaster en 1798; pero tampoco tuvieron hijos. Su retrato fue pintado tanto por Joshua Reynolds como por Thomas Gainsborough.
Sir Banastre escribió una historia de las Campaigns of 1780 and 1781 in the Southern Provinces of North America (Londres, 1781), que retrató favorablemente las acciones en las Carolinas. También cuestiona las decisiones tomadas por Cornwallis. El relato fue criticado por el coronel Roderick Mackenzie en sus Strictures on Lieutenant-Colonel Tarleton's History (1781) y en Cornwallis Correspondence.
Tarleton falleció en enero de 1833 en Leintwardine, un pueblo en Shropshire.